# Fábián Tibor (újságíró)
Fábián Tibor (Nagyvárad, 1974. április 28. –) író, újságíró, lapszerkesztő, református lelkész.
1974-ben született Nagyváradon. A város közeli Fugyivásárhelyen nőtt fel. Vallástanári, újságírói és teológiai tanulmányokat folytatott a Révkomáromi Selye János Egyetemen, illetve a nagyváradi Ady Endre Sajtókollégiumban.
Több lapnál, rádiónál volt vezető munkatárs, tudósító, publicista. 1993-tól a TVSZ nagyváradi kábeltelevízió szerkesztő-riportere. 1998–1999 között a Keskeny Út református folyóirat felelős szerkesztője, 2000–2007 között az Erdélyi Napló hetilap szerkesztője. 2001–2007 között a Sláger Rádió romániai tudósítója. 2002–2008 között a kolozsvári Agnus Rádiónál rovatvezető, főszerkesztő-helyettes, hírszerkesztő. 2004–2008 között a Klubrádió romániai tudósítója. 2006–2007-ben a Reggeli Újság napilap főmunkatársa. 2007-től a Harangszó református hetilap felelős szerkesztője, később szerkesztőbizottsági tagja.
2015 óta publikál irodalmi folyóiratokban, többek között a Tiszatáj, az Erdély.ma portál, a Napút, A Vörös Postakocsi, az Eirodalom, az Agria, a Zempléni Múzsa, a Kultér, a Bárka és a Helyőrség közölte írásait.
A Nagyvárad melletti Nagyszántó település református lelkésze, 2017-től.

## Könyvei
- Erdélyi korzó : séták tegnap és ma – Mentor, Nagyvárad - Marosvásárhely, 2010 · ISBN 978-973-599-416-7
- Ilyenek voltunk – Erdély.ma, Nagyvárad, 2020 · ISBN 978-606-9716-36-6
- Ceaușescu elvtárs, pajtás – Tortoma, Barót, 2021 · ISBN 9786069716137
- Guyana szörnyei – Tortoma, Barót, 2021 · ISBN 9786069716076
- Horváth Piroska - Fábián Tibor: Gugyerák